# 並木家の人々
『並木家の人々』（なみきけのひとびと）は、フジテレビ系列で1993年1月14日 - 3月25日に木曜劇場枠で放送されたテレビドラマ。最終回は15分拡大。

## あらすじ
超がつくほどの真面目人間の兄、山師のような博打人生を送る弟、不倫に流されつつ生きる妹の3人の並木兄妹。紆余曲折がありつつも日々を生きていた3人に、父である邦太郎が生涯の夢である「沈没船のサルベージ計画」という大きな波乱を持ち込んでくる。
果たして、並木兄妹の運命は…？

## 物語の舞台
広島県呉市・倉橋町を舞台としている。

## キャスト
- 並木公平：武田鉄矢

清次・花の兄。超がつく程の真面目な性格。
- 並木清次：陣内孝則

公平の弟で花の兄。
- 並木花：安田成美

公平と清次の妹。
- 並木薫：大谷直子

公平の妻。
- 大津三郎：杉本哲太
- 朝吹京子：原田貴和子
- 大石三四郎：段田安則
- 二岡支店長：小野武彦
- 基安：ガッツ石松
- 並木大介：いしいすぐる
- 監察官：菅貫太郎
- 松田：藤田敏八
- 並木美也子：原田美枝子
- 並木邦太郎：大滝秀治

## 主題歌
- KAI FIVE『風の中の火のように』

## スタッフ
- 脚本：池端俊策　
  - 『並木家の人々』フジテレビ出版、1993年3月。ISBN 978-4594011284。
- 音楽：ニッキー・ホプキンス
- プロデュース：松下千秋、笹本泉
- 演出：杉田成道、舛田明廣、田島大輔

## 放送日程
| 各話   | 放送日        | サブタイトル            | 演出     |
| ------ | ------------- | ----------------------- | -------- |
| 第1回  | 1993年1月14日 | 3人きりの兄妹じゃないか | 杉田成道 |
| 第2回  | 1993年1月21日 | お兄ちゃんが悪い        | 杉田成道 |
| 第3回  | 1993年1月28日 | 許されない恋            | 舛田明廣 |
| 第4回  | 1993年2月04日 | 父の実家へ帰る          | 舛田明廣 |
| 第5回  | 1993年2月11日 | 兄が心ときめく時        | 杉田成道 |
| 第6回  | 1993年2月18日 | 5歳の哀しい決意         | 田島大輔 |
| 第7回  | 1993年2月25日 | 甘く危険な出来事        | 舛田明廣 |
| 第8回  | 1993年3月04日 | 沈没船の夢と現実        | 杉田成道 |
| 第9回  | 1993年3月11日 | 妻と愛人                | 田島大輔 |
| 第10回 | 1993年3月18日 | 父の死                  | 舛田明廣 |
| 最終回 | 1993年3月25日 | 船引き上げ              | 杉田成道 |